# Tri pripovjetke (1957.)
Tri pripovjetke je hrvatska televizijska drama iz 1957. godine u režiji Ivana Hetricha. Drama je televizijska adaptacija triju kratkih priča češkog književnika Karela Čapeka: „Ukradeni spis 139 – VII. odj. C“, „Brzojav“ i „Slučaj s djetetom“, povezanih zajedničkim likom detektiva Pištore, kojega je tumačio Pero Kvrgić.
Film je premijerno prikazan 3. ožujka 1957. na Televiziji Zagreb

## Radnja
Radnja se sastoji od triju međusobno povezanih priča iz kriminalističko-satiričnog opusa Karela Čapeka. Svaku priču nosi isti lik, detektiv Pištora, koji se pojavljuje u središtu zbivanja i rješava različite slučajeve na duhovit i nenametljiv način.
- „Ukradeni spis 139 – VII. odj. C”, prati potragu za važnim dokumentom unutar službeničkog sustava.
- „Brzojav”, donosi niz nesporazuma i apsurdnih situacija izazvanih naoko bezazlenom porukom.
- „Slučaj s djetetom”, bavi se emocionalno i moralno složenom situacijom u kojoj Pištora mora donijeti odluku u korist djeteta.

Sve tri priče odlikuju se čapekovskim humorom, ironijom i suptilnom društvenom kritikom.

## Glumačka postava
- Pero Kvrgić kao detektiv Pištor

### Ukradeni spis
- Vanja Drach
- Josip Bobi Marotti

### Brzojav
- Marija Aleksić
- Mladen Šerment
- Svetislav (Ceca) Zamurović

### Slučaj s djetetom
- Duka Tadić
- Branka Strmac

## Kritika
Adaptaciju i režiju potpisuje Ivan Hetrich, koji je prema ocjeni kritike vješto sačuvao osobine Čapekovih priča u dijalozima, ali je režijski rezultat bio podijeljeno ocijenjen. Prema časopisu Jugoslavenski radio, Hetrich je postigao „lijep uspjeh“ zahvaljujući dobroj obradi teksta i odabranoj glumačkoj postavi. Suprotno tome, Vjesnik je kritizirao režijsku koncepciju, navodeći da je nedostajao čapekovski „štimung“, a likovi su djelovali „osiromašeno, kruto i šablonizirano“.
Jedina univerzalno hvaljena izvedba bila je ona Pere Kvrgića, koji je svojom glumačkom lakoćom i izražajnom skalom stvorio „pravi čapekovski lik“, koji se pamti kao uzoran primjer dobre televizijske glume.

## Vanjske poveznice
- Tri pripovjetke u internetskoj bazi filmova IMDb-a